# 张宝瑔
张宝瑔，直隶沧州人，是一名清朝政治人物。
张宝瑔曾于1903年接替戴运寅任南汇县知县一职，1904年由陈保颐接任。